# Благовещенка (Луганская область)
Благовещенка (укр. Благовіщенка) — село в Станично-Луганском районе Луганской области Украины. Входит в Таловский сельский совет.
Численность населения по переписи 2001 года составляла 361 человек. Площадь — 2,63 км².
Почтовый индекс — 93622. Телефонный код — 6472.
С 24 февраля 2022 года находится под контролем Российской Федерации.

## География
Расположено в левобережье реки Полная в 49 км к северо-востоку от Станицы Луганской и в 63 км от Луганска, в 111 км к востоку от Северодонецка. На западе, севере и северо-востоке примыкает к границе с Россией (граница в этом месте образует выступ, с трёх сторон окружённый территорией России). В 2 км к северо-востоку от села, на правом берегу Полной, находится слобода Рогалик (Миллеровский район Ростовской обл.).
Подъездная дорога идёт от села Красная Таловка (через посёлок Таловое).
В 1980-х имелась ж.-д. ветка к селу от несуществующей ныне железной дороги Миллерово — Луганск.

## Местный совет
93623, Луганська обл., Станично-Луганський р-н, с-ще Талове, вул. Гагаріна, 5 (укр.)